# Ron Howard
Ronald William Howard (Duncan, 1 de març de 1954) és un actor, director i productor estatunidenc guanyador de dos Oscars.

## Biografia
Fill de l'actriu Jean Speegle Howard i de Rance Howard, director, escriptor i actor. El seu germà menor, Clint Howard és un actor reconegut. Va estudiar a l'escola de Cinematografia de la Universitat del Sud de Califòrnia.

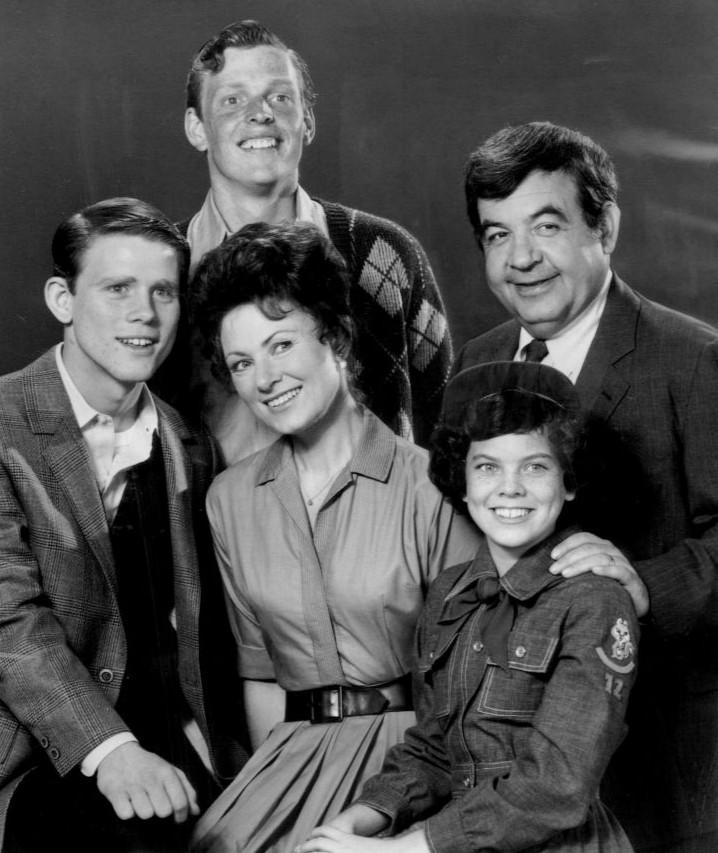
Ron Howard, al costat de la família Cunningham a Happy Days - 1974

Nen estrella, debuta a la pantalla a l'edat de divuit mesos a Frontier Woman, sis mesos més tard sota la direcció del seu pare a l'obra The Seven Year Itch Amb cinc anys té un petit paper a El Viatge d'Anatole Litvak, després comença a aparèixer a la televisió a desenes de drames i de sèries. Ron Howard es dona a conèixer al gran públic l'any 1973 interpretant el paper de Steve Bolander al film American Graffiti de George Lucas. És convidat després a un episodi de la sèrie M*A*S*H a la fi de 1973. Després dels seus estudis secundaris, interpreta el paper de Richie Cunningham a la sèrie de televisió Happy Days a partir de 1974. Abandona la sèrie el 1980 tot i fer-hi amb molt de gust algunes reaparicions esporàdiques als anys 1983 i 1984.
Es casa el 7 de juny de 1975 amb l'actriu Cheryl Aley. Tenen quatre fills, entre els quals Bryce Dallas Howard.
Tot seguint la seva carrera d'actor al cinema, Ron Howard es llança a la direcció l'any 1977, amb la comèdia dramàtica, Grand Theft Auto, després la comèdia Night Shift l'any 1982 –per a la qual dirigeix també el seu ex-col·lega Henry Winkler– i sobretot Splash, que li permet no només d'assolir un gran èxit comercial l'any 1984, sinó sobretot dirigir per primera vegada Tom Hanks provant el gènere de ciència-ficció. Es llança des de l'any següent a un registre dramàtic amb el melodrama fantàstic Cocoon.
Contínua tanmateix diversificant-se en un terreny lleuger: dirigint Michael Keaton a la sàtira Gung Ho (1986), submergint-se a l'epopeia fantàstica de  Willow (1988), o dirigint la comèdia dramàtica familiar Parenthood. Si els dos primers films divideixen la crítica, l'últim assaig és aclamat per la crítica.

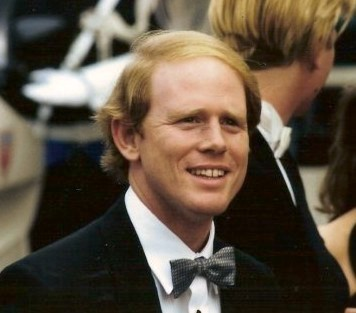

Comença els anys 1990 realitzant el thriller d'acció Backdraft, amb un càsting de veterans del cinema de Hollywood: Kurt Russell, William Baldwin, Robert De Niro i Donald Sutherland. Segueix l'any 1992 amb una pel·lícula romàntica, mal rebuda, Un horitzó molt llunyà, portada pel tàndem de mega-estrelles del decenni Tom Cruise i Nicole Kidman. Es refà amb la crítica amb la comèdia dramàtica The Paper, l'any 1994.
L'any 1995, coneix el segon èxit més important de la seva carrera amb Tom Hanks - l'aventura espacial Apol·lo 13 que té èxit de crítica i comercial i li suposa al cineasta una nominació de la Directors Guild of America al títol de millor director, i rep el premi Directors Guild of America a la millor pel·lícula en l'edició de 1996. El mateix any, lliura el thriller Rescat, protagonitzat per Mel Gibson i Rene Russo.
Abandona el decenni fent una picada d'ull a la televisió amb la sàtira EDtv, estrenada l'any 1999.

### Entre adaptacions i biòpics (anys 2000)
En efecte, després d'haver signat la comèdia familiar popular que és l'adaptació de The Grinch l'any 2000, reprèn el registre dramàtic dos anys més tard.
La consagració amb la crítica arriba l'any 2002 quan rep l'Oscar al millor director en la 74a  cerimònia  dels Oscars per a Una ment meravellosa, que assolirà igualment l'Oscar a la millor pel·lícula. El film és un biòpic de John Forbes Nash (interpretat per Russell Crowe), un gran matemàtic que pateix esquizofrènia paranoide. També posa la seva veu a diversos episodis de la sèrie Els Simpson l'any 1998, 1999 i 2002.
El 2003 s'aventura en el terreny del western amb Les Desaparegudes, amb Cate Blanchett i Tommy Lee Jones, que no convenç ni la crítica, ni el públic. Per la televisió, produeix el 2003 la comèdia Arrested Development, creada per Mitchell Hurwitz. El cineasta posa igualment la seva veu al narrador del programa. Les crítiques són bones, però les fluixes audiències contribueixen a la parada del programa el 2006, al cap de tres temporades.
L'any 2005, el tàndem Ron Howard / Russel Crowe torna per un altre biòpic, Cinderella Man, que marca també la tornada del primer a l'escriptura. Les crítiques són bones.
Howard accepta després un projecte obertament comercial: l'adaptació d'El codi Da Vinci, el best-seller de Dan Brown, el 2006. Aquest projecte li permet trobar una tercera vegada Tom Hanks, aquesta vegada en el paper del personatge principal Robert Langdon. L'adaptació obre el 59 Festival de Cannes i assoleix un gran èxit al box-office (550 milions), l'èxit més important del director. No obstant això el film rebrà crítiques desastroses, les més dolentes de la seva carrera.
L'any 2008, defensa un film més intimista: el biòpic Frost/Nixon: l'hora de veritat, adaptat de l'obra de teatre de Peter Morgan. Aquest assaig li permet lliurar un thriller polític explicant l'enfrontament televisiu entre el president americà Richard Nixon i el presentador David Frost i es retroba de manera espectacular amb la crítica.
El decenni es va concloure tanmateix amb la continuació de Da Vinci Codi: una adaptació de la novel·la Àngels i Dimonis, igualment signada per Dan Brown. És un nou èxit al box-office en detriment dels crítiques molt mediocres.

### Pitjor rebuda de la crítica (anys 2010)

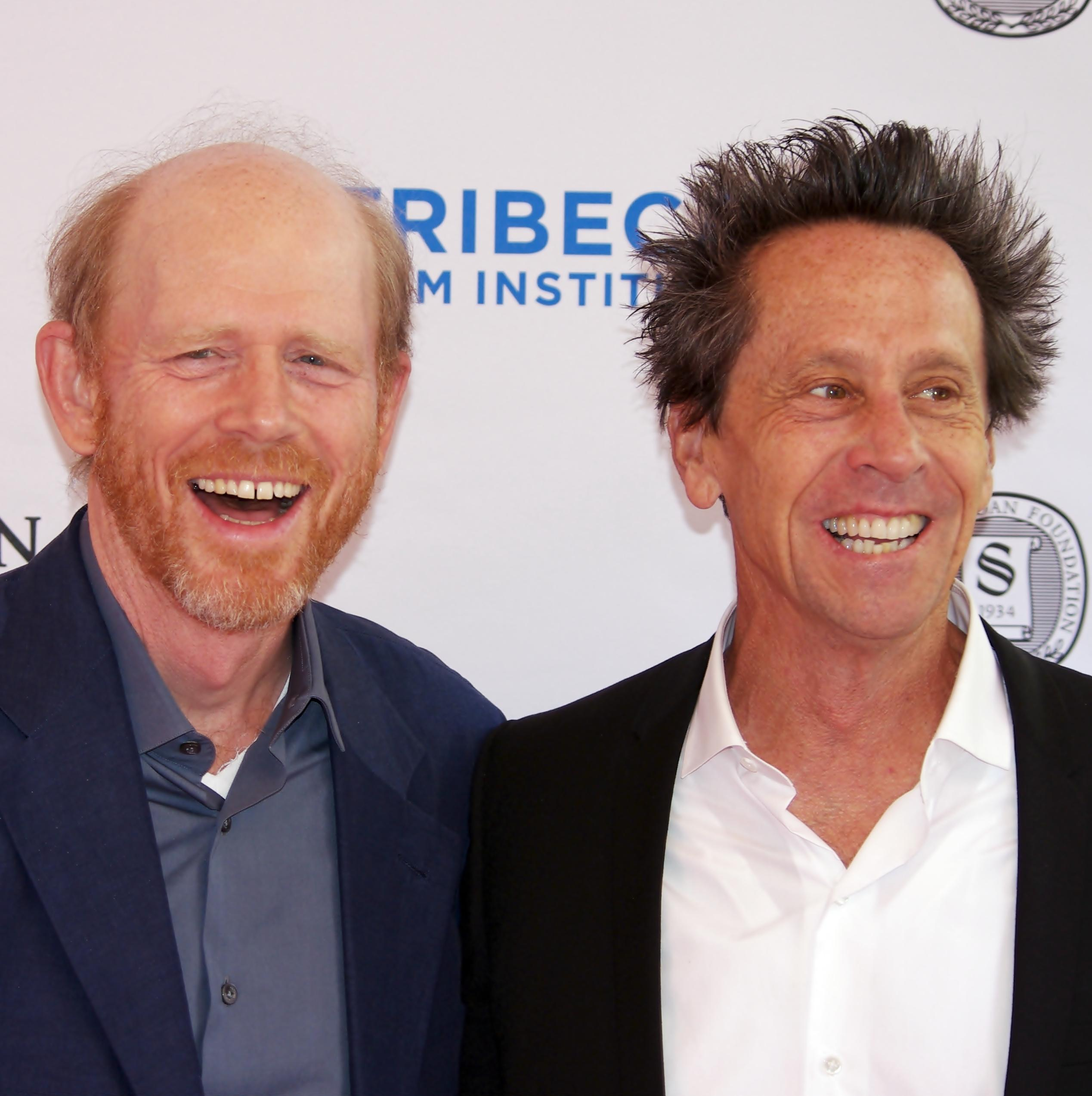
Amb el seu col·laborador, el productor Brian Grazer, l'abril de 2011.

L'any 2011, la comèdia El Dilema és un fracàs de crítica i comercial, que no aconsegueix recuperar el seu pressupost. El cineasta persisteix a la comèdia, però aquesta vegada televisada, coproduint una quarta temporada d' Arrested Development, llançada l'any 2013 per la plataforma Netflix.
L'any 2015, realitza el blockbuster d'aventures In the Heart of the Sea, que és tanmateix ràpidament considerat com un fracàs. La presència de l'estrella en ascens Chris Hemsworth no li porta sort, malgrat una col·laboració fructífera dos anys abans: Rush. Aquest llargmetratge li permet filmar curses de Fórmula 1, tot contant la famosa rivalitat entre els pilots austríac Niki Lauda i britànic James Hunt als anys 1970. El film és aclamat per la premsa, les recaptacions són satisfactòries, malgrat una distribució limitada
L'any 2016, prossegueix la saga de les aventures de Robert Langdon amb el thriller esotèric Inferno, adaptat de la novel·la homònima estrenada l'any 2013. Les crítiques són tan dolentes com per al precedent opus
A l'estiu de 2017, serà el president d'honor de la 13a edició del Festival 'Un Realitzador a la Ciutat' a Nimes
Al juny 2017, dos dies després que Lucasfilm anunciï que despatxa Phil Lord i Chris Miller, Ron Howard és nomenat per reprendre la realització del film sobre Han Solo estrenat el maig de 2018.
Al juliol 2018, és anunciat per dirigir el pilot de 68 Whiskey, l'adaptació televisiva d'una sèrie israeliana titulada Charlie Golf One.

## Filmografia com a director
| Any  | Títol                             | Nominacions a Oscar | Oscars guanyats | Notes                     |
| ---- | --------------------------------- | ------------------- | --------------- | ------------------------- |
| 1969 | Old Paint                         |                     |                 |                           |
| 1969 | Deed of Daring-Do                 |                     |                 |                           |
| 1969 | Cards, Cads, Guns, Gore and Death |                     |                 |                           |
| 1976 | Eat My Dust                       |                     |                 |                           |
| 1977 | Grand Theft Auto                  |                     |                 | També guionista           |
| 1982 | Torn de nit                       |                     |                 |                           |
| 1984 | Splash                            | 1                   |                 |                           |
| 1985 | Cocoon                            | 2                   | 2               |                           |
| 1986 | Gung Ho                           |                     |                 | També productor executiu  |
| 1988 | Willow                            | 2                   |                 |                           |
| 1989 | Parenthood                        | 2                   |                 | També guionista           |
| 1991 | Backdraft                         | 3                   |                 |                           |
| 1992 | Un horitzó molt llunyà            |                     |                 | També guionista/productor |
| 1994 | The Paper                         | 1                   |                 |                           |
| 1995 | Apol·lo 13                        | 9                   | 2               |                           |
| 1996 | Rescat                            |                     |                 |                           |
| 1999 | EDtv                              |                     |                 | També productor           |
| 2000 | How the Grinch Stole Christmas    | 3                   | 1               | També productor           |
| 2001 | A Beautiful Mind                  | 8                   | 4               | També productor           |
| 2003 | Desaparicions                     |                     |                 | També productor           |
| 2005 | Cinderella Man                    | 3                   |                 | També productor           |
| 2006 | El codi Da Vinci                  |                     |                 | També productor           |
| 2008 | Frost/Nixon                       | 5                   |                 | També productor           |
| 2009 | Angels & Demons                   |                     |                 | També productor           |
| 2011 | The Lost Symbol                   |                     |                 | També productor           |
| 2013 | Rush                              |                     |                 |                           |